# Уруст (комуна)
Комуна Уруст (швед. Orusts kommun) — адміністративно-територіальна одиниця місцевого самоврядування, що розташована в лені Вестра-Йоталанд у південно-західній Швеції. До складу комуни входить острів Уруст та кілька дрібніших островів, які лежать у протоці Каттегат.
Уруст 217-а за величиною території комуна Швеції. Адміністративний центр комуни — місто Генон.

## Населення
Населення становить 15 083 чоловік (станом на вересень 2012 року). 
| Кількість населення комуни Уруст за 1970-2010 роки | Кількість населення комуни Уруст за 1970-2010 роки | Кількість населення комуни Уруст за 1970-2010 роки | Кількість населення комуни Уруст за 1970-2010 роки | Кількість населення комуни Уруст за 1970-2010 роки |
| -------------------------------------------------- | -------------------------------------------------- | -------------------------------------------------- | -------------------------------------------------- | -------------------------------------------------- |
| Рік                                                |                                                    |                                                    | Населення                                          |                                                    |
| 1970                                               | 1970                                               |                                                    | 8 907                                              | 8 907                                              |
| 1975                                               | 1975                                               |                                                    | 10 586                                             | 10 586                                             |
| 1980                                               | 1980                                               |                                                    | 12 364                                             | 12 364                                             |
| 1985                                               | 1985                                               |                                                    | 12 890                                             | 12 890                                             |
| 1990                                               | 1990                                               |                                                    | 14 240                                             | 14 240                                             |
| 1995                                               | 1995                                               |                                                    | 15 235                                             | 15 235                                             |
| 2000                                               | 2000                                               |                                                    | 15 023                                             | 15 023                                             |
| 2005                                               | 2005                                               |                                                    | 15 188                                             | 15 188                                             |
| 2010                                               | 2010                                               |                                                    | 15 221                                             | 15 221                                             |
| Джерело: SCB                                       |                                                    |                                                    |                                                    |                                                    |

## Населені пункти
Комуні підпорядковано 7 міських поселень (tätort) та низка сільських, більші з яких:
- Генон (Henån)
- Сванесунд (Svanesund)
- Варекіль (Varekil)
- Еллес (Ellös)
- Геллевіксстранд (Hälleviksstrand)
- Моллесунд (Mollösund)
- Сванвік (Svanvik)

## Галерея

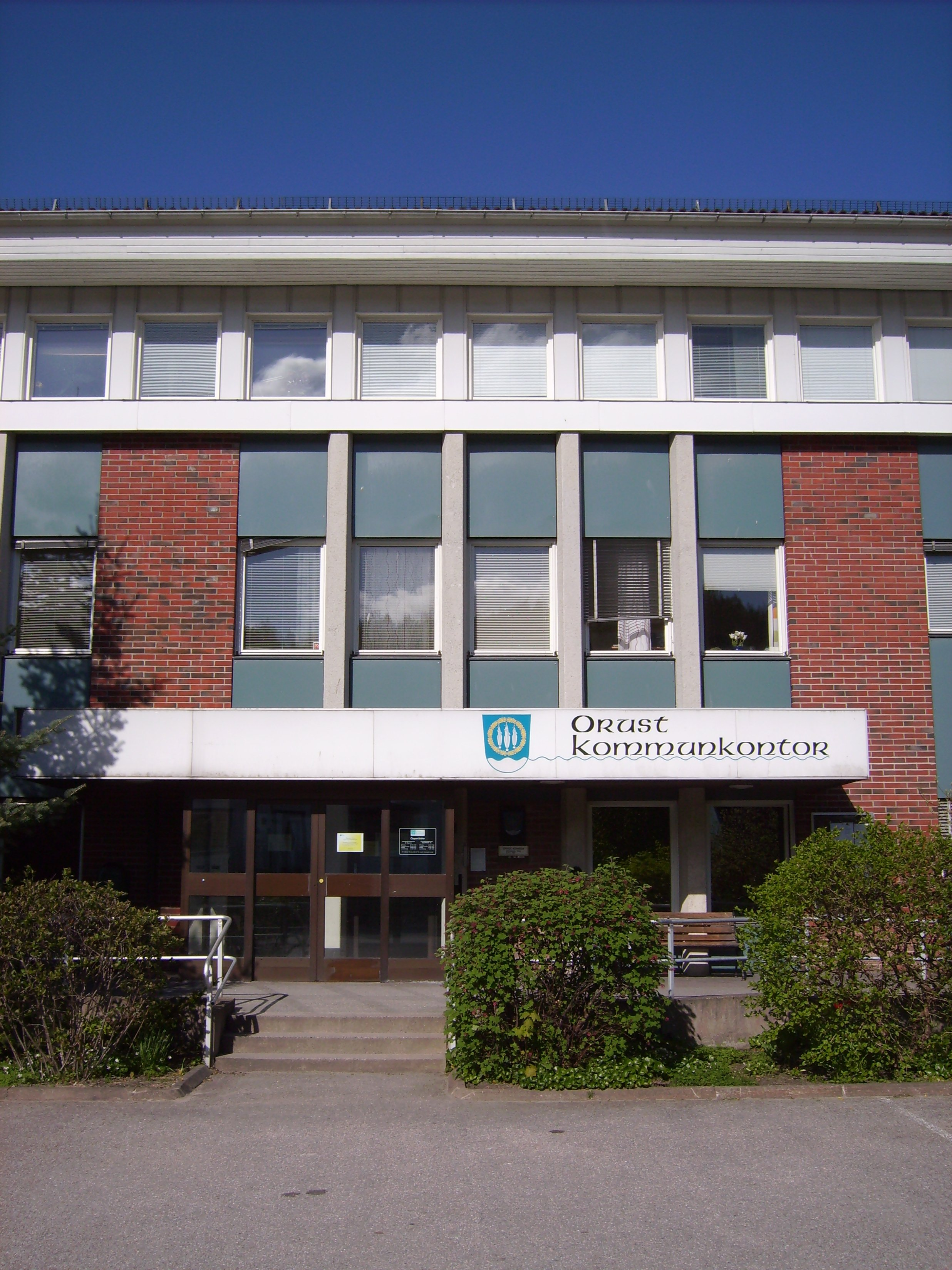
Ратуша (Уруст)
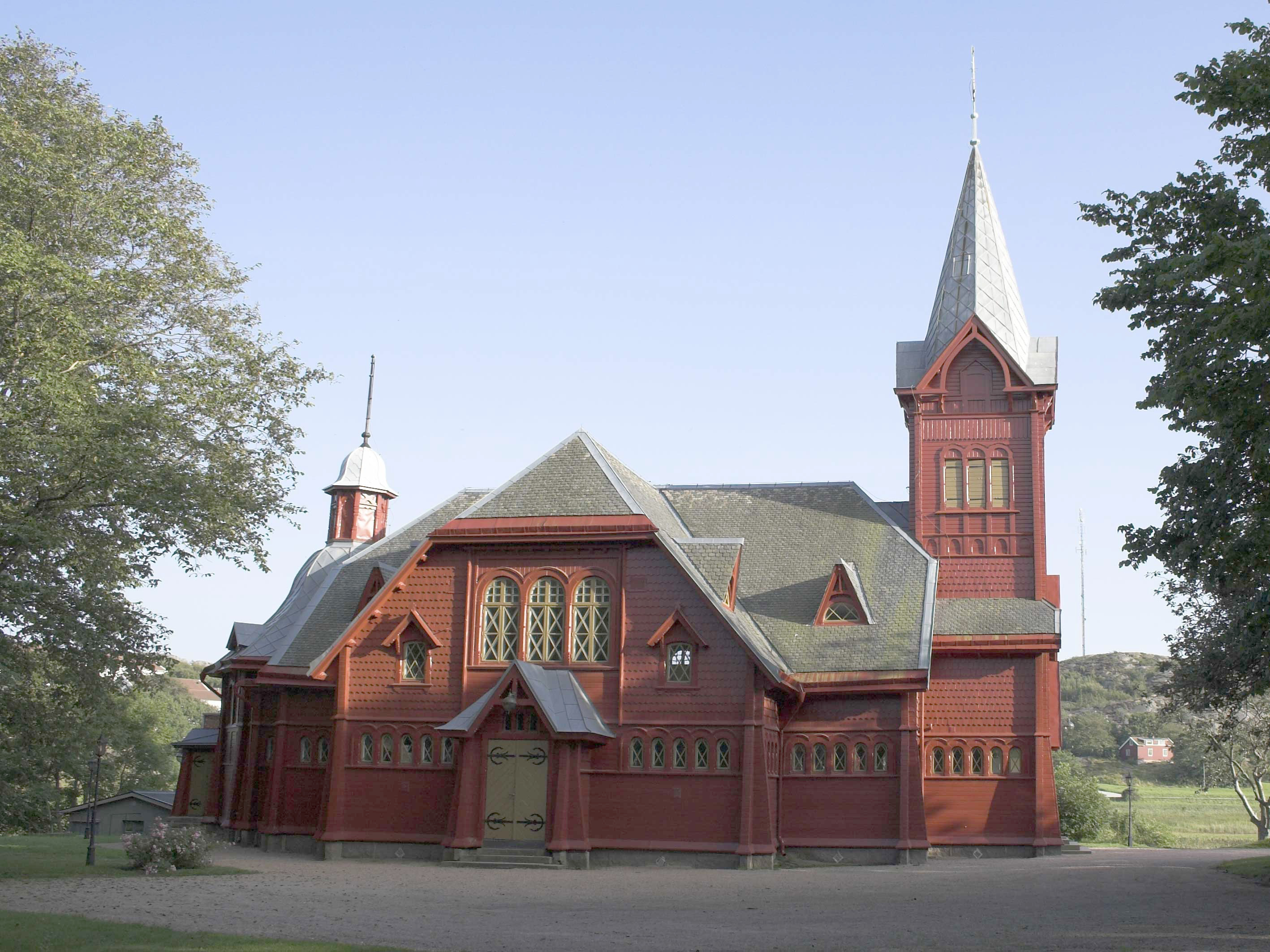
Церква (Геллевіксстранд)
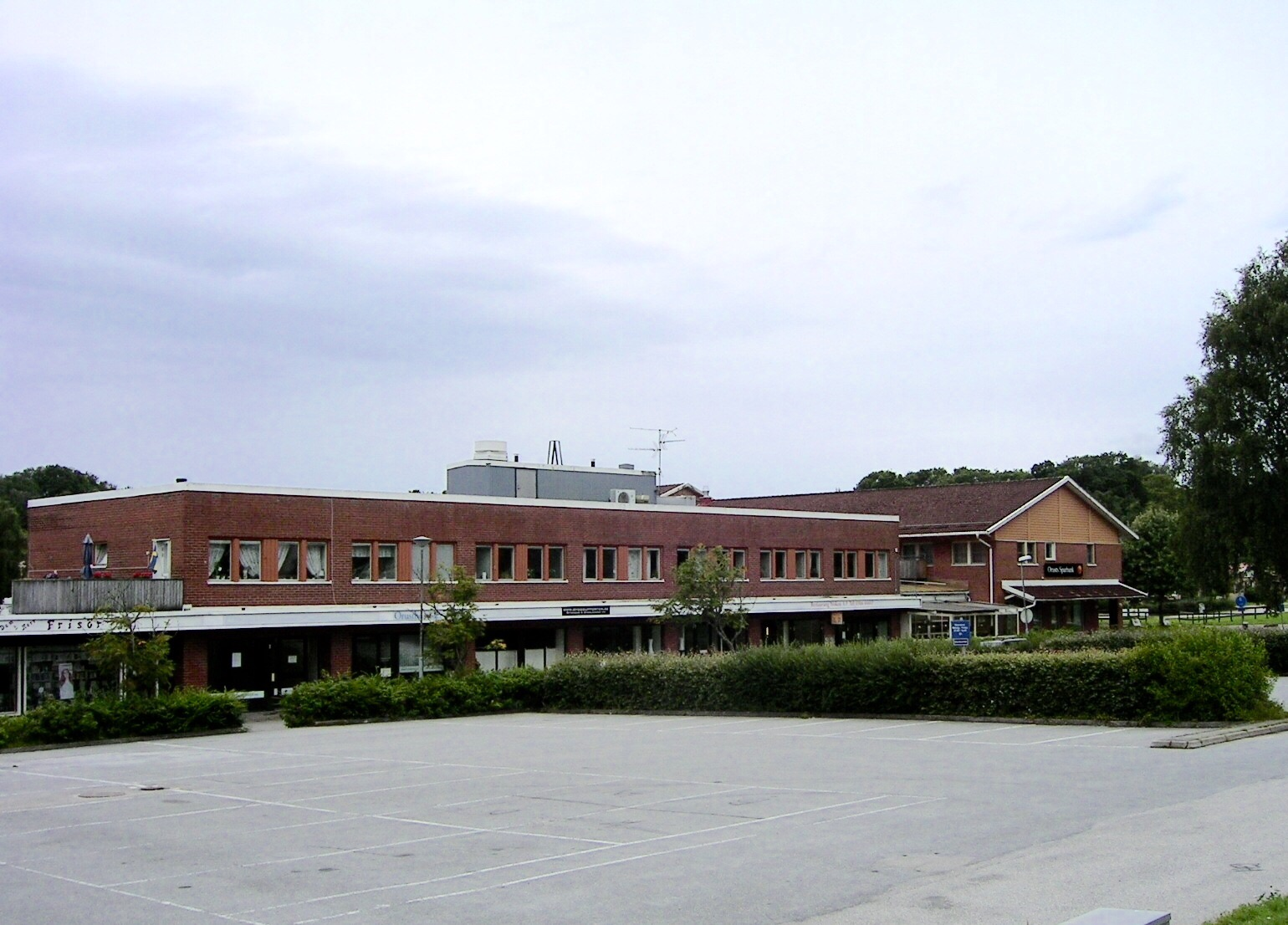
Містечко Сванесунд
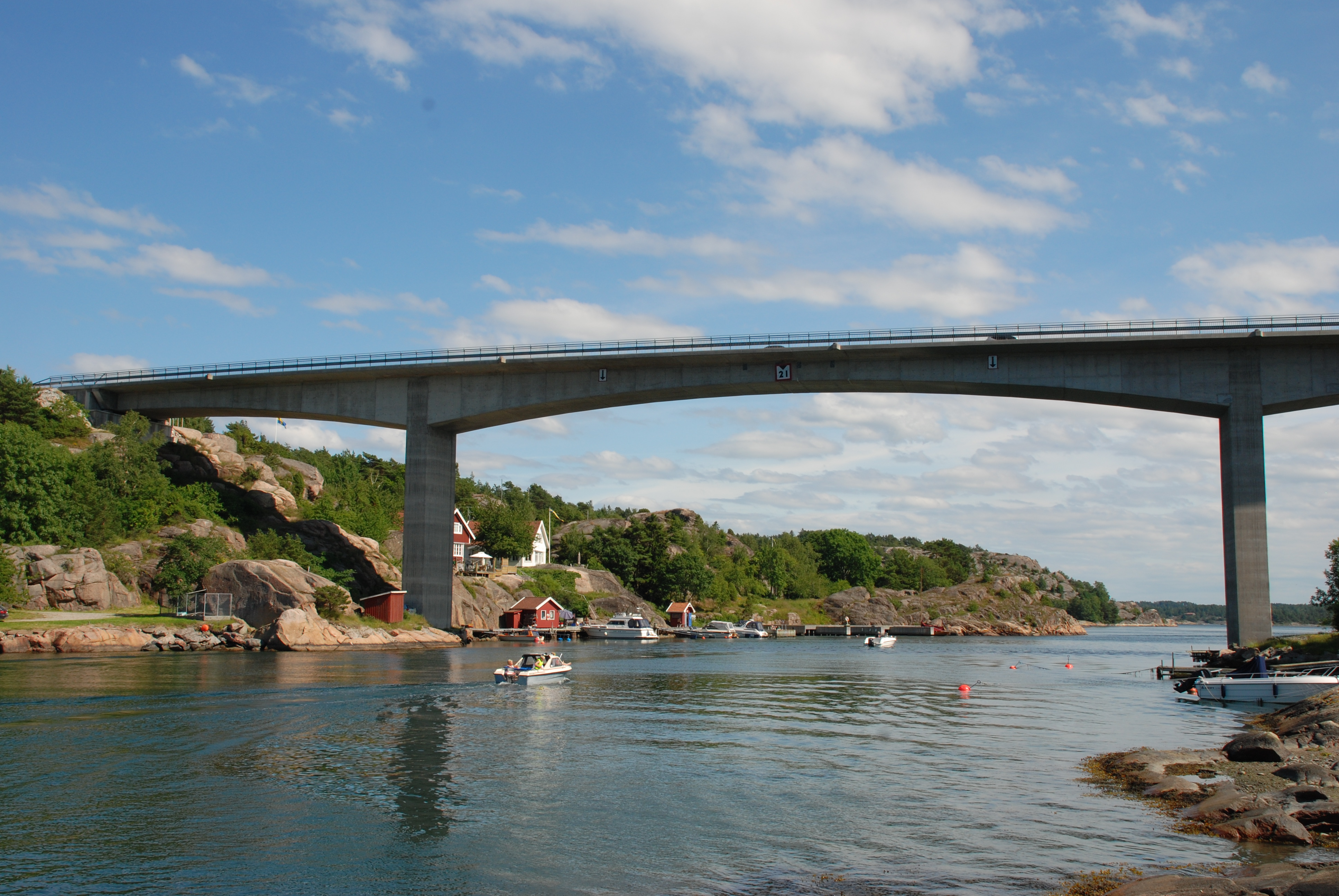
Міст Скопесундброн

## Виноски
1. ↑  Folkmangd i riket, lan och kommuner (шв.) . Центральне бюро статистики Швеції. Архів оригіналу за 20 серпня 2013. Процитовано 26 лютого 2013.